# Розподіл (теорія ігор)
Розподіл (в теорії ігор) — вектор виграшів гравців в кооперативній грі, який задовольняє деяким первинним умовам «раціональності». Наприклад, доля кожного із гравців в розподілі виграшу не має бути меншою, ніж та сума, яку він може собі забезпечити самостійно; сумарна доля всіх гравців має дорівнювати сумі, яка підлягає розподілу.